# Nagy Csaba (politikus)
Nagy Csaba (Pécs, 1970. augusztus 13. –) magyar mélyépítési technikus, építőmérnök, politikus; 2010. május 14. és 2014. május 5. között, 2018. május 8. és 2022. május 1. között, illetve 2022. május 2. óta a Fidesz – Magyar Polgári Szövetség országgyűlési képviselője.
1993 óta a Kulturált Közlekedéssel a Gyermekekért Alapítvány kuratóriumi tagja.

## Családja
Két gyermek édesapja.

## Életrajz

### Tanulmányai
1989-ben maturált a pécsi Pollack Mihály Építőipari Szakközépiskolában. 1990-ben mélyépítési technikus végzettséget szerzett a Pollack Mihály Építőipari Szakközépiskolában. 1997-ben diplomázott a Janus Pannonius Tudományegyetem Pollack Mihály Műszaki Főiskolai Karán, ahol építőmérnök végzettséget szerzett.
Politikai pályafutása
1988 óta tagja a Fidesznek. 1990 és 2014 között a pécsi önkormányzat közgyűlésének tagja volt. 2009 és 2010, valamint 2010 és 2014 között Pécs alpolgármestere. 2014-2018 között a Baranya Megyei Önkormányzat Közgyűlésének elnöke. 
2010. május 14. és 2014. május 5. között, illetve 2018. május 8. óta a Fidesz – Magyar Polgári Szövetség országgyűlési képviselője. 2010. május 14. és 2014. május 5. között az Önkormányzati és területfejlesztési bizottság tagja. 2013. szeptember 23. és 2014. május 5. között a Kulturális és sajtóbizottság tagja. 2018. május 8. és 2018. október 15. között a Kulturális bizottság tagja. 2018. október 15. óta a Törvényalkotási bizottság tagja.  